# 克拉肯山
71°32′S 12°9′E / 71.533°S 12.150°E
克拉肯山（英語：Krakken Mountain）是南極洲的山峰，位於東部南極洲的毛德皇后地，屬於沃爾塔特山脈中西彼得曼山脈的一部分，處於桑德塞滕山以北2公里，該山峰由德國探險隊發現。